# Acalypha cincta
Acalypha cincta är en törelväxtart som beskrevs av Johannes Müller Argoviensis. Acalypha cincta ingår i släktet akalyfor, och familjen törelväxter. Inga underarter finns listade i Catalogue of Life.